# Aram Chaos
Aram Chaos är en nedslagskrater på planeten Mars som har sitt centrum strax norr om Mars ekvator, runt 2,6° N och 21,5° V. Eftersom kratern är gammal så har den under årens lopp påverkats av erosion och olika geologiska förändringsprocesser. Från början hade kratern en diameter på runt 280 kilometer, men är numera en mindre och grundare nedsänkning i det marsianska landskapet. "Chaos" i namnet kommer av den kaotiska röran av platta stenblock, rundade kullar och breda dalar som finns i området. Det kaotiska landskapet beror sannolikt på en dramatisk erodering. 
Erosionen har förmodligen skett inifrån planeten, snarare än som ett resultat av t.ex. en störtflod. Kraterns botten tycks ha sjunkit ihop och kollapsat, vilket forskarna tror beror på att is eller vatten under ytan har försvunnit. Förmodligen har vattnet sipprat upp ur marken och blivit kvar i kratern. Vattnet har sedan genom sin kontakt med damm och sten som blåst till Aram Chaos skapat sedimentära bergarter. I takt med att Mars klimat förändrades så tror forskarna att vattnet frös först, för att sedan smälta på ett dramatiskt sätt och på så sätt skapade en djup sjö i kratern. Sedan dränerades sjön genom Aram Vallis, en smal kanal i kraterns östra del. Runt 2,7 miljarder år sedan skedde ytterligare en sedimenteringsfas. Eftersom man har hittat mineralet hematit i kratern så kan man dra slutsatsen att sedimenteringen skett i en blöt miljö.

## Galleri

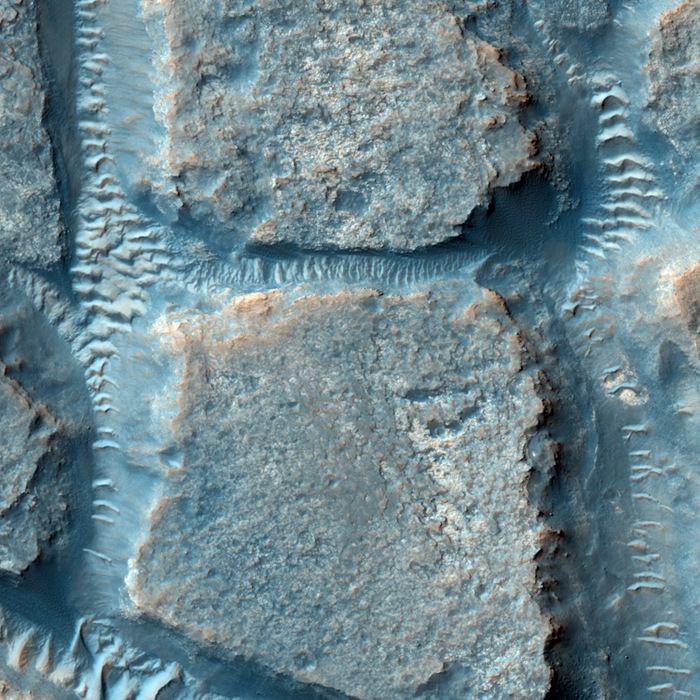
Klippor i Aram Chaos
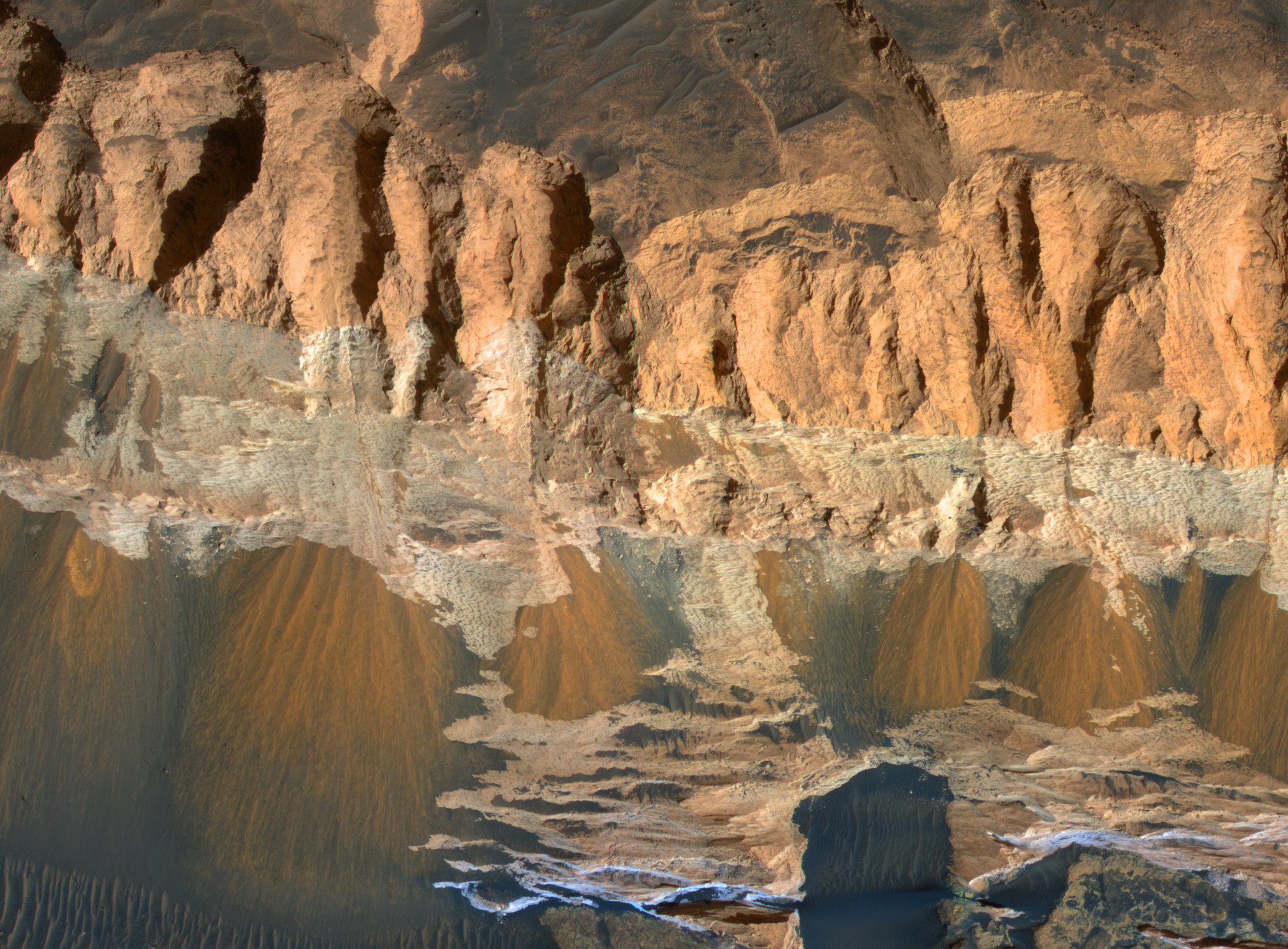
Kraterns s.k. "badlands"
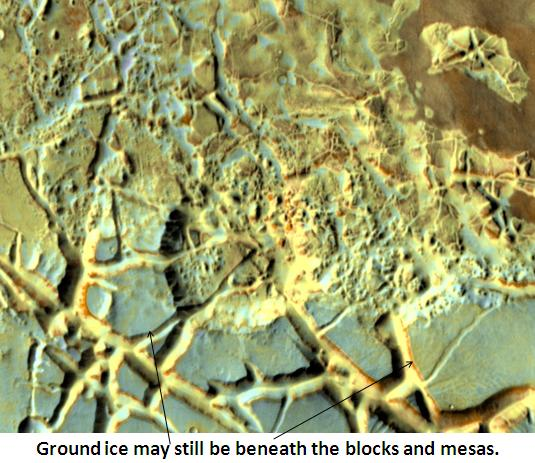
Stenblock i Aram Chaos
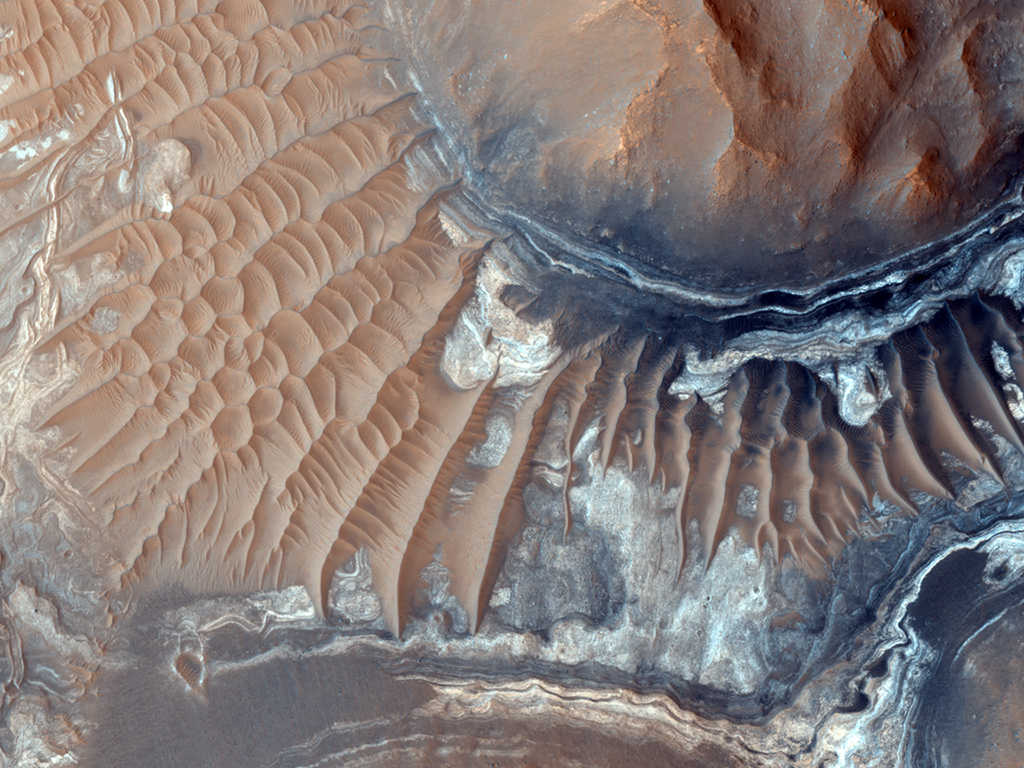
Aram Chaos östra del